# Belgorodskij rajon
Il Belgorodskij rajon in russo Белгородский район? è un rajon dell'oblast' di Belgorod, nella Russia europea. Istituito nel 1928, ha come capoluogo il villaggio di Majskij, ricopre una superficie di 1.400 km2 ed ospitava nel 2010 una popolazione di circa 104.500 abitanti.